# Clitocybe ruderalis
Clitocybe ruderalis är en svampart som beskrevs av Harmaja 1969. Clitocybe ruderalis ingår i släktet Clitocybe och familjen Tricholomataceae.   Inga underarter finns listade i Catalogue of Life.